# Augusto Ferreira Gomes
Augusto Ferreira de Oliveira Bugalho Gomes (Lisboa, 31 de agosto de 1892 — Lisboa, 1 de fevereiro de 1953) foi um jornalista, poeta e ficcionista, crítico literário e de artes plásticas, integrado nos movimentos vanguardistas do modernismo português das primeiras décadas do século XX e um dos amigos mais próximos e companheiro ocultista de Fernando Pessoa.

## Biografia
Augusto Ferreira Gomes nasceu em Lisboa e aí trabalhou como jornalista. Conheceu Fernando Pessoa, que se tornou um dos seus mais próximos amigos. Realizou uma lendária entrevista com Pessoa, cuja tradução chegou a ser publicada num jornal francês, realizada com o poeta na sequência do desaparecimento de Aleister Crowley na Boca do Inferno. É considerado um representante do primeiro modernismo em Portugal e escreveu para revistas como a Contemporanea e a Athena.
Durante toda a sua vida, esteve rodeado de um ar de mistério: interessava-se muito pelo ocultismo e pelo esoterismo, existem muito poucas fotografias suas e sempre evitou um público literário alargado. A sua homossexualidade, bem conhecida nos meios literários, também não foi publicitada, embora nunca a tenha negado. Por exemplo, era suposto contribuir com o poema homoerótico A morte do Fauno para o planeado mas nunca realizado terceiro número da lendária revista Orpheu. 
O seu carácter é geralmente descrito como instável e neurótico. Grande parte da sua vida continua a ser um mistério. Durante a queima de livros, em que foram também queimadas as obras de António Botto e Raul Leal, os seus livros foram também atirados ao fogo, sobretudo devido às suas conotações homoeróticas.
Jornalista, poeta e ficcionista, foi um íntimo amigo de Fernando Pessoa, e seu sócio, juntamente com Geraldo Coelho de Jesus.

## Obras
Entre outras, é autor das seguintes obras:
- Rajada doentia (apontamentos), poesia. Lisboa: Empreza de Publicações Populares, 1915.
- O Cosme, 1922
- Múmia Assassina?: Novela Sucesso. Lisboa, 1923.
- Procissional, poemas. Lisboa: Portugália, 1921.
- Quinto Império (poesia; prefácio de Fernando Pessoa). Lisboa: Parceria António Maria Pereira, 1934.
- Eterna Tragédia. Lisboa, Edições Delta.
- No Claro Escuro das Profecias. Lisboa: Livraria Portugália, 1941 (reeditado em Lisboa, Roma Editora, 2005).